# Campionati del mondo di aquathlon del 2003
I Campionati del mondo di aquathlon del 2003 si sono tenuti a Queenstown, Nuova Zelanda in data 2 dicembre 2003. Nella gara maschile ha vinto il britannico Richard Stannard, mentre in quella femminile la brasiliana Carla Moreno.

## Risultati

### Élite uomini
| Pos. | Nome             | Paese         | Totale   |
| ---- | ---------------- | ------------- | -------- |
|      | Richard Stannard | Regno Unito   | 00:29:16 |
|      | Brent Foster     | Nuova Zelanda | 00:29:30 |
|      | Paulo Miyashiro  | Brasile       | 00:29:39 |

### Élite donne
| Pos. | Nome          | Paese         | Totale   |
| ---- | ------------- | ------------- | -------- |
|      | Carla Moreno  | Brasile       | 00:32:50 |
|      | Elizabeth May | Lussemburgo   | 00:33:36 |
|      | Anna Cleaver  | Nuova Zelanda | 00:33:59 |

### Medagliere
| Pos. | Paese         | Oro | Argento | Bronzo |   |
| ---- | ------------- | --- | ------- | ------ | - |
| 1    | Brasile       | 1   | 0       | 1      | 2 |
| 2    | Regno Unito   | 1   | 0       | 0      | 1 |
| 3    | Nuova Zelanda | 0   | 1       | 1      | 2 |
| 4    | Lussemburgo   | 0   | 1       | 0      | 1 |